# Silence (film, 1926)
Pour les articles homonymes, voir Silence (homonymie).
Pour plus de détails, voir Fiche technique et Distribution.
Silence est un film américain réalisé par Rupert Julian et sorti en 1926.

## Synopsis

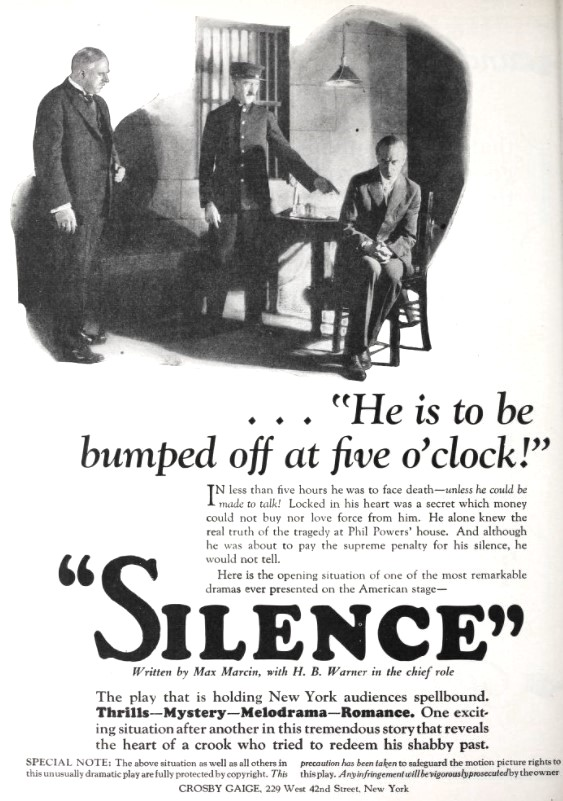
Publicité pour le film dans Exibitor Herald.

Jim Warren est condamné à mort et sur le point d'être pendu. Son avocat lui demande de se confier à propos du crime dont il est accusé.

## Fiche technique
- Réalisation : Rupert Julian
- Scénario : Beulah Marie Dix, Bertram Millhauser d'après la pièce Silence de Max Marcin de 1924[1]
- Producteur : Cecil B. DeMille
- Photographie : J. Peverell Marley
- Montage : Claude Berkeley
- Production : DeMille Pictures Corporation
- Distributeur : Producers Distributing Corporation
- Durée : 80 minutes
- Date de sortie : 
  - États-Unis : 25 avril 1926

## Distribution
- Vera Reynolds : Norma Drake / Norma Powers
- H.B. Warner : Jim Warren
- Raymond Hatton : Harry Silvers
- Jack Mulhall : Arthur Lawrence
- Rockliffe Fellowes : Phil Powers
- Virginia Pearson : Millie Burke
- Violet N. Cane : Norma à 6 ans (non créditée)
- Vondell Darr : Flower Girl (non créditée)
- Virginia Marshall : Flower Girl (non créditée)
- Josephine Norman (non créditée)

## Statut du film
Longtemps considéré comme perdu, une copie du film a été redécouverte dans les archives de la Cinémathèque en 2016.